# Philip Henry Gosse
Pour les articles homonymes, voir Gosse.
Philip Henry Gosse, né le 6 avril 1810 à Worcester et mort le 23 août 1888 à Torquay, est un naturaliste britannique.
Philip Henry Gosse fut un actif vulgarisateur des sciences naturelles : il est l’un des inventeurs de l’aquarium d’eaux de mer et, par ses magnifiques illustrations, l’un des propagandistes de la biologie marine. Gosse est resté célèbre pour avoir écrit Omphalos, un essai où il tente de réconcilier l’immensité des temps géologiques décrit par Sir Charles Lyell (1797-1875) et le récit biblique par la théorie de l'omphalisme. Après sa mort, Gosse fut décrit comme un père fanatique et despotique dans Father and Son (1907), l’œuvre la plus célèbre de son fils, le poète et critique, Edmund Gosse (1849-1928),.

## Biographie
Il est le fils de Thomas Gosse, peintre de portrait en miniature itinérant, et d’une domestique d’une Lady. Il étudie à Poole et à Blandford et devient très jeune employé de bureau dans la firme comptable de George Garland and Sons à Poole. En 1827, il part à Carbonear (Terre-Neuve) où il travaille, toujours comme employé de bureau, à la Slade, Elson and Co. C’est durant ce séjour qu’il s’initie à l’entomologie et devient le premier naturaliste à s’être intéressé aux insectes de l’île. En 1832, il fait l’expérience d’une révélation religieuse et, écrit-il, « solennellement, délibérément et bravement, prend Dieu comme mon Dieu » (solemnly, deliberately and uprightly, took God for my God).
En 1835, il quitte Terre-Neuve pour le comté de Compton, dans le Bas-Canada, où il exploite une ferme sans grande réussite durant trois ans, d’abord dans le but d’établir une communauté avec deux de ses amis religieux. Malgré cet échec, le contact avec la nature renforce son amour pour l’histoire naturelle ; ses voisins le surnomme « l’anglais fou qui récolte des bestioles » (that crazy Englishman who goes about picking up bugs). Gosse séjourne brièvement dans le centre de l’Alabama, où il étudie et dessine la faune et, raconte-t-il, se met à détester « tout ce qu’il voit et entend au sujet de l’esclavage ».
Il part, pour le compte du British Museum, faire des récoltes d’oiseaux en Jamaïque de 1844 à 1846. Gosse devient membre de la Royal Society en 1865. Il fait partie de la mission de Plymouth.
Gosse fait paraître de très nombreuses publications scientifiques. Il tente de réconcilier les idées bibliques des connaissances géologiques de son temps qui fait remonter l’origine de la terre à des millions d’années. Dans Omphalos : An Attempt to Untie the Geological Knot, il tente de démontrer que c’est Dieu, au moment de la création du monde, qui a mis des fossiles dans les roches afin de faire croire que le monde est plus vieux qu’il n’est.
Philip Henry Gosse est devenu membre de la Royal Society le 5 juin 1856.

## Publications
- The Canadian naturalist : a series of conversations on the natural history of Lower Canada (Van Voorst, Londres, 1840).
- An introduction to Zoology (Society for Promoting Christian Knowledge, 1844).
- The Ocean (Society for Promoting Christian Knowledge, 1846, réédition 1854, réédité en 1874 à Philadelphie sous le titre de The Wonders of the Great Deep; or, the physical, animal, geological and vegetable curiosities of the ocean).
- The birds of Jamaica (Van Voorst, 1847).
- The monuments of Ancient Egypt, and their relation to the Word of God (Londres, 1847).
- Natural History. Mammalia (Londres, 1848).
- Popular Ornithology; containing a familiar and technical description of the Birds of the British Isles (Londres, 1849).
- Illustrations of the Birds of Jamaica (Londres, 1849).
- Natural History. Birds (Londres, 1849).
- The ancient and modern history of the Rivers of the Bible (G. Cox, 1850).
- Natural History. Reptiles (Londres, 1850).
- A Naturalist’s Sojourn in Jamaica (Longman Brown Green and Longmans, 1851).
- The History of the Jews from the Christian Era to the dawn of the Reformation (Londres, 1851).
- A Naturalist’s Sojourn in Jamaica (Londres, 1851).
- Natural History. Fishes (Londres, 1851).
- The history of the Jews, from the Christian era to the dawn of the Reformation (1851).
- A text-book of Zoology for schools (Londres, 1851).
- Assyria; her manners and customs, arts and aims. Restored from the monuments (Londres, 1852).
- Popular British ornithology... (Reeve & Co., Londres, 1853).
- Naturalist rambles on the Devonshire coast (1853).
- The Aquarium: an unveiling of the wonders of the deep sea (Londres, 1854).
- Natural History. Mollusca (Londres, 1854).
- A Handbook to the Marine Aquarium: containing Instructions for constructing, stocking, and maintaining a tank, and for collecting plants and animals (Londres, 1855).
- Manual of marine zoology for the British Isles (Van Voorst, 1855-1856).
- Tenby: a sea-side holyday (Londres, 1856).
- Life in its lower, intermediate, and higher forms (Nisbet, 1857).
- Omphalos: an attempt to untie the geological knot. ... With fifty-six illustrations on wood (Londres, 1857, réédité en 1998 et en 2003).
- Life in its lower, intermediate, and higher forms; or, manifestations of the divine wisdom in the natural history of animals (Londres, 1857).
- Actinologia Britannica: a history of the British Sea-Anemones and Corals. With coloured (Londres, 1858, réédité en 1860).
- Evenings at the Microscope: or, researches among the minute organs and forms of animal life (Londres, 1859, réédité en 1877, en 1884, édition revue en 1895).
- Letters from Alabama, chiefly relating to Natural History (Londres, 1859).
- A History of the British Sea-Anemones and Corals (Van Voorst, 1860).
- The Romance of Natural History (Londres, 1860 et 1861, réédité en 1862, septième édition en 1866, huitième en 1868, en 1912).
- A History of the British Sea-Anemones and Corals (Van Voorst, 1860).
- A year at the shore (Strahan, 1865, réédité en 1870, en 1877).
- Land and Sea (James Nisbet & Co., Londres, 1865, réédité et revu en 1879).
- The Revelation. How is it to be interpreted ? (Morgan & Chase, Londres, 1866).
- The Great Atlas Moth of Asia (Attacus Atlas, Linn.) with a coloured plate of its transformations (Londres, 1879).
- The Mysteries of God: a series of expositions of Holy Scripture (Hodder and Stoughton, Londres, 1884).